# Bluepoint Games
Bluepoint Games ist ein amerikanisches Entwicklungsstudio für Computerspiele aus Austin, Texas. Das Unternehmen ist spezialisiert auf Portierungen sowie Remakes und Remaster von älteren Computerspielen. Seit 2021 ist es ein Tochterunternehmen von Sony Interactive Entertainment (PlayStation).

## Geschichte
2006 gründeten die ehemaligen Retro-Studios-Mitarbeiter und Metroid-Entwickler Andy O’Neil und Marco Thrush ihr eigenes Studio Bluepoint Games. Im selben Fall erschien eine erste Eigenentwicklung, der Shooter und digitale PlayStation-3-Launchtitel Blast Factor. Danach entwickelte sich das Studio zu einem Spezialist für Portierungen, Remaster und Remakes älterer Titel. Die Überarbeitungen zeichneten sich üblicherweise durch eine insgesamt verbesserte Technik und Grafik aus. Für Sony entwickelte das Studio die Spielesammlungen God of War Collection, The Ico & Shadow of the Colossus Collection, PlayStation All-Stars Battle Royale, Flower, Uncharted: The Nathan Drake Collection, Shadow of the Colossus (PS4) und Demon’s Souls. Für Konami entwickelte das Studio die Metal Gear Solid HD Collection., für Respawn und Electronic Arts übernahm Bluepoint die Xbox-360-Portierung von Titanfall. 2019 verstarb Mitgründer Andy O’Neil. 2021 übernahm Sony das Entwicklerstudio und kündigte an, dass Bluepoint an einer eigenen Entwicklung arbeite.

## Veröffentlichte Titel
- 2006: Blast Factor (PlayStation 3)
- 2009: God of War Collection (PlayStation 3, PlayStation Vita)
- 2011: The Ico & Shadow of the Colossus Collection (PlayStation 3)
- 2011: Metal Gear Solid: HD Collection (PlayStation 3, Xbox 360)
- 2012: PlayStation All-Stars Battle Royale (Portierung PlayStation Vita)
- 2013: Flower (Portierung PlayStation 4, PlayStation Vita)
- 2014: Titanfall (Portierung Xbox 360)
- 2015: Uncharted: The Nathan Drake Collection (PlayStation 4)
- 2015: Gravity Rush Remastered (PlayStation 4)
- 2018: Shadow of the Colossus (PlayStation 4)
- 2020: Demon’s Souls (PlayStation 5)